# Jim Allchin
James Edward Allchin (nascido em 1951) é um cientista da computação, filantropo e guitarrista estadunidense, ex-executivo da Microsoft que ajudou a criar vários componentes da plataforma do sistema, incluindo o Microsoft Windows, o Windows Server, produtos de servidor como SQL Server e outros. Natural de Grand Rapids, Michigan, Allchin se formou em Ciência da Computação pela Universidade de Stanford e pelo Instituto de Tecnologia da Geórgia. Antes de se juntar à Microsoft, ele trabalhou na Texas Instruments e na Banyan Systems. Também atua como músico e já lançou vários álbuns de blues e jazz.